# EE-9 Cascavel
O EE-9 Cascavel é um veículo blindado brasileiro de seis rodas desenvolvido principalmente para reconhecimento. Ele foi projetado pela empresa Engesa em 1970, como um substituto para a frota envelhecida do Brasil de veículos M8 Greyhound. A denominação EE é uma abreviatura de Engenheiros Especializados S/A (a Engesa), o número 9 é a representação da tonelagem da primeira versão, e Cascavel é o nome de uma cobra venenosa brasileira. O veículo foi equipado com o canhão de 37 mm do Greyhound, e, posteriormente, uma torre francesa adotada do Panhard AML-90. Seus modelos posteriores carregaram uma torre produzida pela Engesa com um canhão Cockerill Mk.3 belga de 90mm produzido sob licença com o nome de EC-90.
O Cascavel compartilha muitos componentes do EE-11 Urutu, veículo blindado de transporte de pessoal da Engesa; ambos entraram em produção em 1974 e agora são operados por mais de 20 países na América do Sul, África e Oriente Médio. Os Direitos do projeto também foram vendidos para os Estados Unidos através da FMC Corporation. Cerca de 2.767 Cascaveis e Urutus foram fabricados antes da Engesa encerrar suas atividades em 1993. Os dois blindados serviam juntos nos pelotões da cavalaria mecanizada do Exército Brasileiro, na qual o Cascavel permanece o principal vetor de poder de fogo.

## História

### Desenvolvimento
No início da década de 1960, os contratos bilaterais de defesa entre o Brasil e os Estados Unidos asseguravam ao Brasil fácil acesso a equipamentos militares americanos excedentes, incluindo um número dos veículos blindados M8 Greyhound da Segunda Guerra Mundial. A indústria armamentista brasileira limitou-se a restaurar e manter esse arsenal até 1964, quando o envolvimento americano na Guerra do Vietnã impôs restrições sobre a quantidade de tecnologia de defesa disponível para a exportação. O Brasil respondeu criando um programa de substituição de importações em 1968, destinado a reproduzir os equipamentos americanos em serviço. Já em 1966, um artigo do jornal militar A Defesa Nacional argumentava que o estado da indústria automobilística nacional, das rodovias e da produção de combustíveis da Petrobrás viabilizava a produção local de um blindado 6x6 de 8 a 10 toneladas. Em 1970, o Exército Brasileiro iniciou o desenvolvimento de um Greyhound atualizado conhecido simplesmente pelas suas iniciais, CRR (Carro de Reconhecimento sobre Rodas).
A Engenheiros Especializados S.A. (Engesa), então uma obscura empresa de engenharia civil, assumiu o projeto, e em novembro de 1970 um protótipo foi concluído. O novo EE-9 Cascavel entrou na fase de pré-produção entre os anos de 1972 e 1973. As linhas de montagem do Cascavel e do EE-11 Urutu foram abertas em 1974. Os cascos foram comprados pelo Exército Brasileiro, mas foi montado o mesmo canhão de 37 mm e a torre de seus antecessores Greyhounds. Para competir com armamentos mais formidáveis disponíveis no mercado internacional, a Engesa também comercializou um Cascavel fortemente modificado com transmissão automática e o mesmo canhão 90 mm de baixa-pressão do Panhard AML. Este modelo, destinado à exportação, atraiu o interesse de países do Médio Oriente e vinte foram adquiridos imediatamente pelo Catar.
A venda do Cascavel ao Catar se provou um grande sucesso para a Engesa, e o primeiro sucesso do Brasil no comércio armamentista árabe. Abu Dhabi seguiu o exemplo com uma compra de duzentos Cascaveis em 1977. Iraque e Líbia escolheram o Cascavel ao invés do Panhard AML-90 ou do CEI-90 Sagaie, com os líbios negociando 400 milhões de dólares para a entrega de duzentos Cascaveis. Após a venda para a Líbia, a Engesa revelou um novo modelo de produção carregando um canhão Cockerill belga fabricado sob licença com o nome de CE-90 no Brasil.

### Serviço

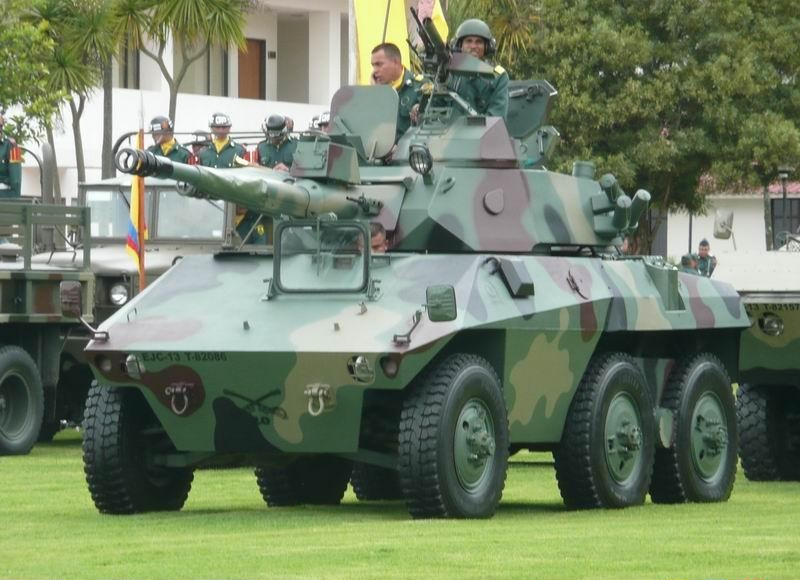
Cascavel do Exército Colombiano, 2013.

No Exército Brasileiro, o Cascavel e o Urutu mobiliaram a nova cavalaria mecanizada criada na reorganização dos anos 1970. Todas as brigadas deveriam ter ao menos um esquadrão de cavalaria mecanizada para reconhecimento e segurança, e surgiram regimentos inteiros de cavalaria mecanizada formando, juntamente com a cavalaria blindada, suas próprias brigadas de cavalaria mecanizada. A cavalaria mecanizada é leve e pode operar de forma decentralizada em grandes distâncias, mas depende para isso das estradas, pois é montada em veículos sobre rodas. Ela não tem tanta blindagem e poder de fogo quanto os carros de combate da cavalaria blindada. Cascavéis e Urutus operavam em conjunto nos pelotões de cavalaria mecanizada, complementando um ao outro. Suas semelhanças mecânicas facilitavam a manutenção e logística. Cada pelotão tem dois Cascavéis. 30 organizações militares do Exército operavam o Cascavel em 2021. Ele é o principal vetor de poder de fogo da cavalaria mecanizada brasileira.
As Forças Armadas da Líbia usaram seus Cascavéis com êxito contra tanques egípcios (provavelmente T-54/55 ou T-62) durante a Guerra Líbia–Egito em 1977. Os Cascavéis líbios também entraram em ação no Chade, onde engajaram veículos AML-90 da Legião Estrangeira francesa e fuzileiros navais franceses. Um Cascavel líbio foi capturado pelos franceses na Faixa de Aouzou e está exposto no Museu de Blindados de Saumur, na França. Um número desconhecido destes Cascavéis foi tarde doado para a Frente Polisário e Togo, enquanto outros permaneceram em serviço até a Guerra Civil Líbia de 2011. Cascavéis ainda estavam em serviço e entraram em combate durante a Batalha de Sirte em 2016 contra o Estado Islâmico. O Governo de União Nacional de Transição (GUNT) de Chade recebeu cinco Cascavéis da Líbia em 1986. Durante o Conflito entre Chade e Líbia, 79 Cascavéis líbios foram apreendidos ou recuperados na Faixa de Aouzou pelo exército chadiano, que continuam a mantê-los guardados em depósito.

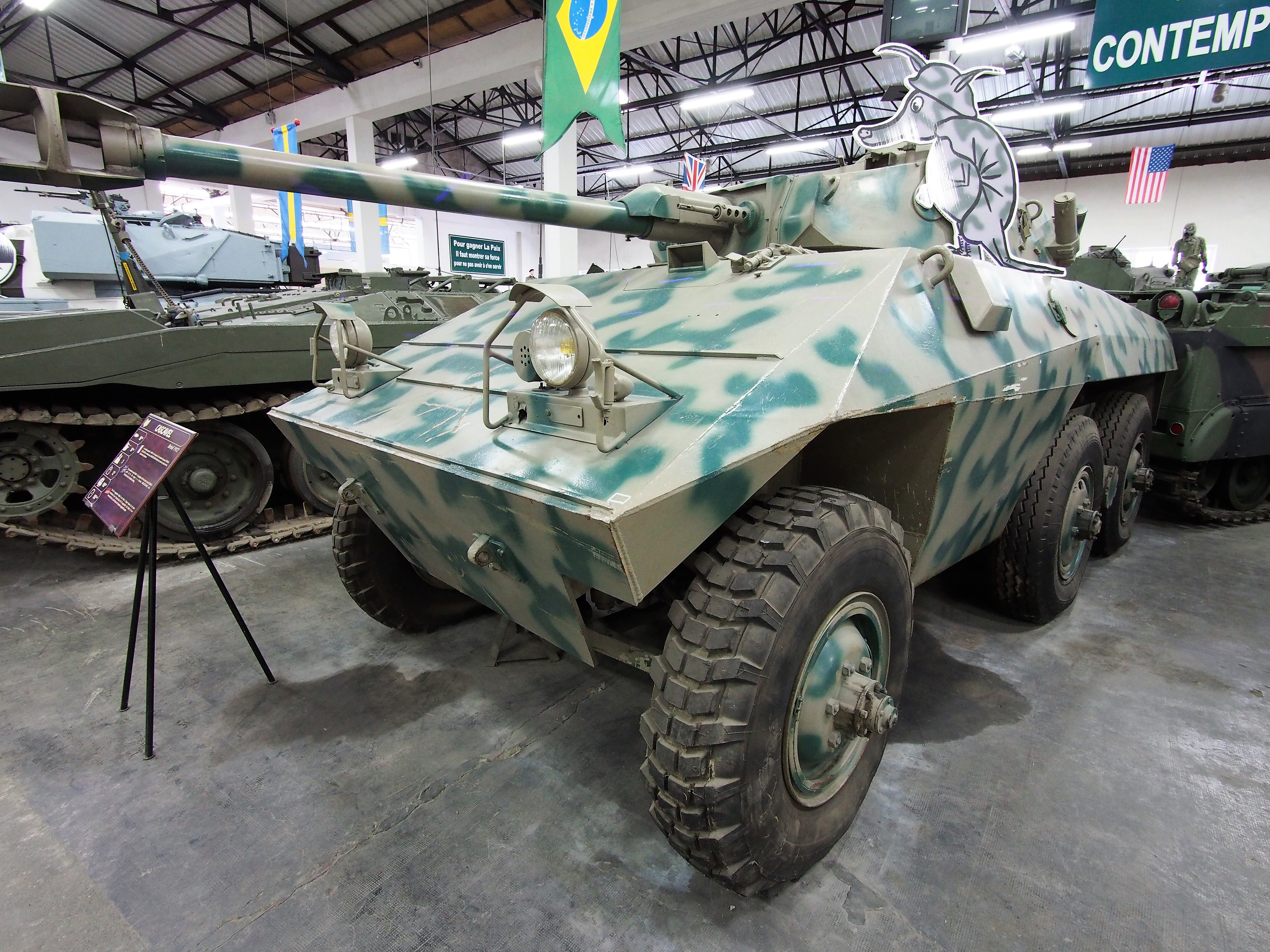
Cascavel líbio exposto no Museu de Blindados de Saumur, na França.

O Exército Nacional da Colômbia adquiriu 128 EE-9 Cascavéis novos de fábrica em 1982, a fim de modernizar seu equipamento em caso de conflito armado com a Venezuela. Os carros blindados tiveram sua primeira e mais significativa ação durante o cerco do Palácio da Justiça em 1985, quando 42 membros do comando "Ivan Marino Ospina" do grupo guerrilheiro M-19 tomaram o Palácio da Justiça em Bogotá. Os EE-9 realizaram alguns disparos diretos contra as paredes externas da estrutura. O momento mais dramático, que foi filmado e é sempre reprisado, foi quando um Cascavel subiu a escada frontal e arremeteu contra o portão principal do palácio, disparando o canhão.

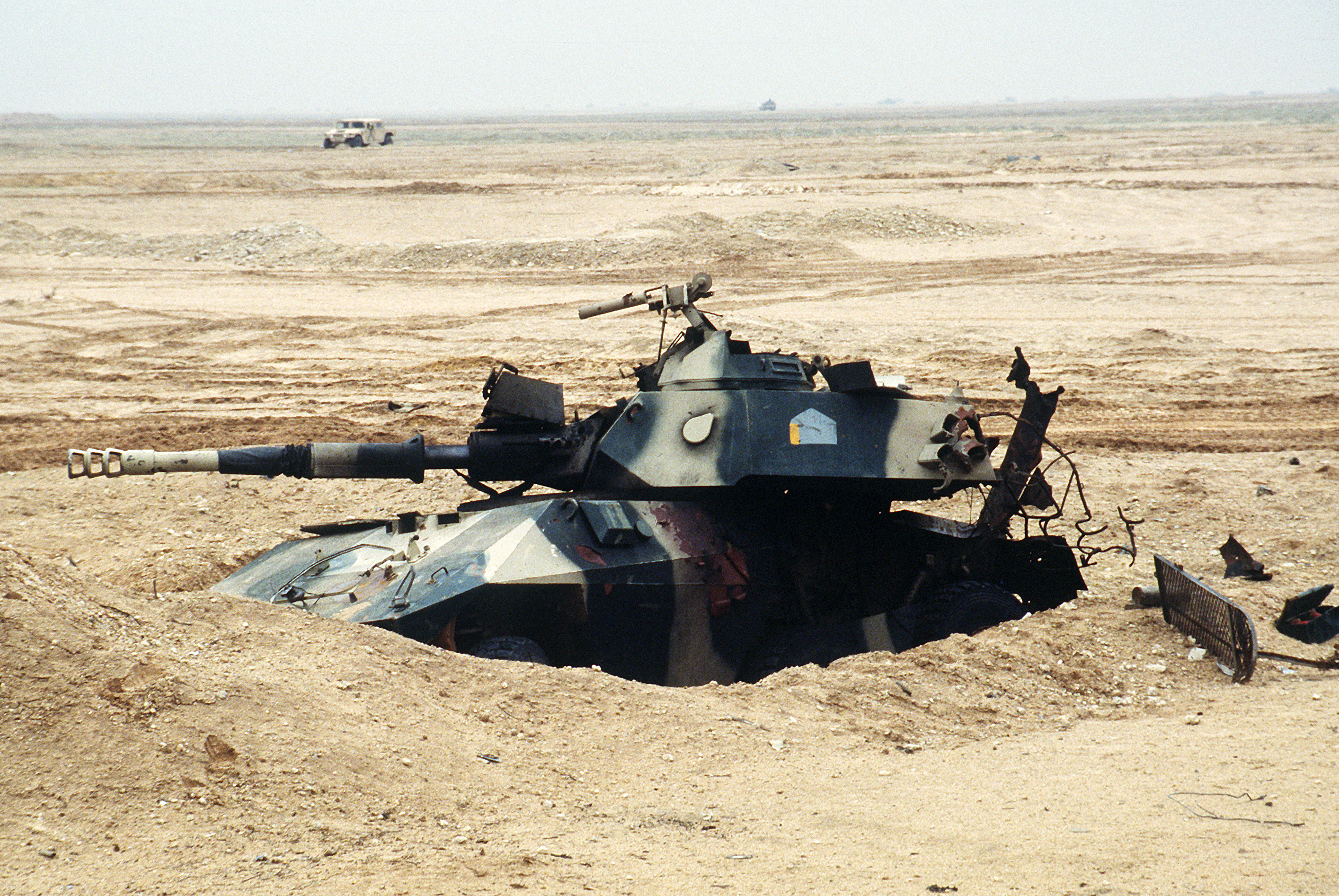
EE-9 Cascavel destruído nas areias do Norte da Arábia Saudita em 28 de fevereiro de 1991, durante a Operação Tempestade no Deserto.

Durante a Guerra Irã-Iraque, os Cascavéis foram operados por guarnições iraquianas, que se disseram "encantadas" com a manobrabilidade do Cascavel pois, sendo leve, manobrava bem na areia fofa do Golfo Pérsico e flanqueava os tanques mais pesados dos iranianos.. Os carros blindados foram frequentemente capazes de destruir tanques iranianos mais pesados e veículos de combate de infantaria no terreno plano e arenoso em que foram utilizados. Os Cascavéis foram usados como proteção de flancos das unidades blindadas, como veículo de reconhecimento e como artilharia, enterrados no chão. Alguns foram capturados pelo Irã e depois recapturados. Em 1991, ataques aéreos da coalizão destruíram vários o norte da Cidade do Kuwait, durante a Operação Tempestade no Deserto. Na invasão do Iraque em 2003, muitos foram destruídos enterrados.

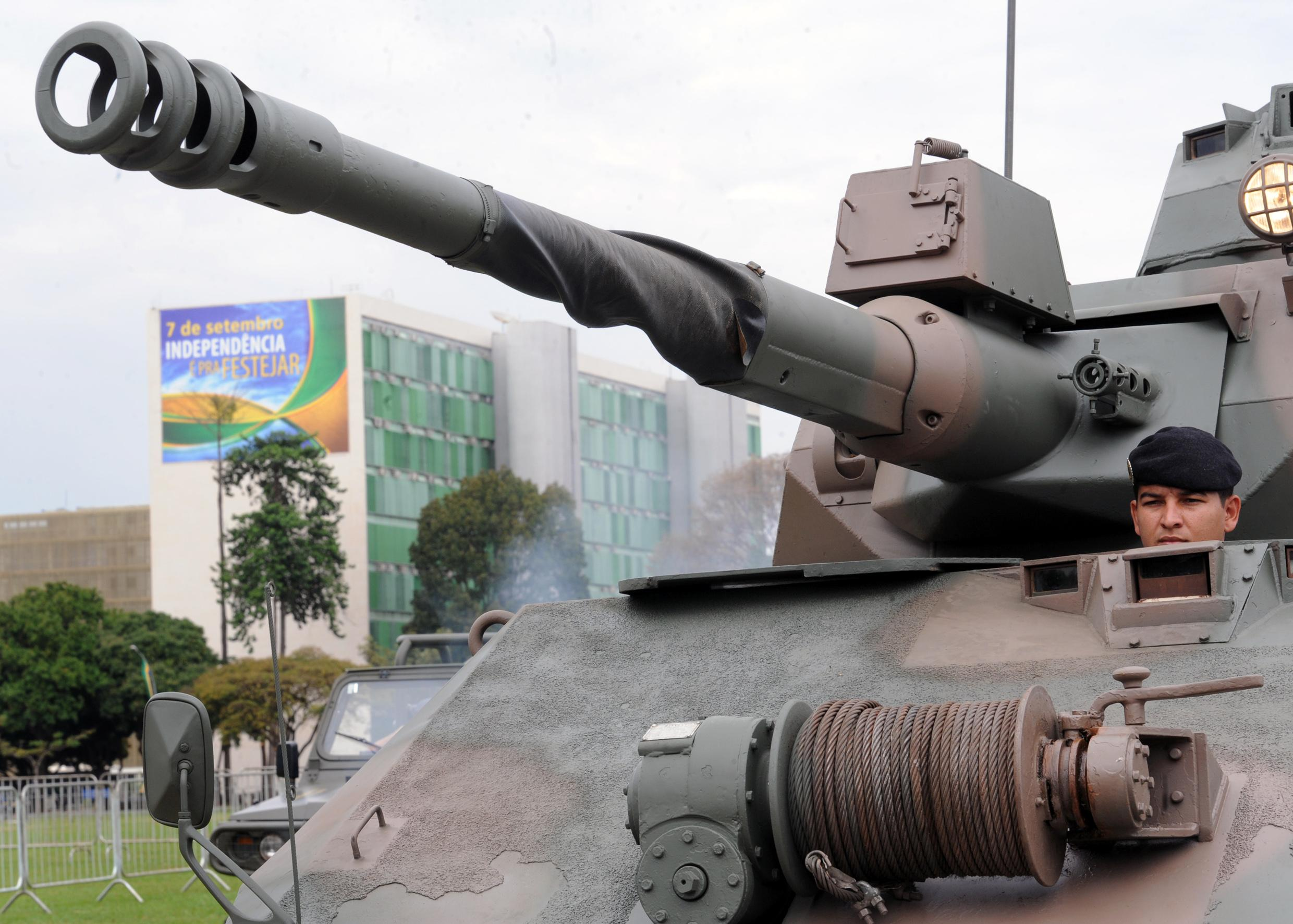
Canhão de 90mm do Cascavel.

Posteriormente, os veículos remanescentes foram condenados à sucata; no entanto, os americanos fizeram a restauração de 35 deles em 2008 e os presentearam para a 4ª Brigada da 9ª Divisão do Novo Exército Iraquiano, destinados ao emprego no patrulhamento e em checkpoints. Cascavéis modificados localmente foram reformados por milícias iraquianas das Forças de Mobilização Popular, com alguns tendo seus canhões 90mm substituídos ou suplementados por metralhadoras DShK ou ZPU, foguetes Tipo 63 de 107mm ou uma metralhadora 2A28 Grom; assim como aplicações de saias laterais em alguns veículos. As unidades com metralhadoras receberam vidros blindados, diferindo apenas no acabamento destes. Esses blindados foram usados em ação contra as forças do Estado Islâmico, como na Batalha de Mosul.
O Zimbabwe adquiriu noventa EE-9 Cascavéis em 1984 como um substituto para o Eland Mk7. Pelo menos um esquadrão de Cascavéis foi enviado a Moçambique durante a Guerra Civil Moçambicana para proteger as relações comerciais de Harare com a Província do Tete. Os Cascavéis forneceram escolta armada para os comboios e patrulharam as ruas para antecipar ataques de insurgentes da Resistência Nacional Moçambicana (RENAMO). Durante a intervenção do Zimbabwe na Segunda Guerra do Congo, aviões Ilyushin Il-76 foram usados para o transporte aéreo de doze Cascavéis até o Aeroporto de N'djili. Após isso os veículos foram usados para engajar tropas ruandesas avançando contra Kinshasa. Alguns deles foram abandonados por tropas zimbabuanas no Congo após serem sabotados além da possibilidade de reparo, enquanto outros quatro foram capturados por facções rebeldes. Poucos permanecem atualmente em serviço devido à falta de fundos para adquirir novas peças de reposição do Brasil.
O EE-9 Cascavel foi acolhido por muitos exércitos devido ao seu projeto simplificado e a utilização de componentes já onipresentes na indústria civil. Seu baixo custo quando comparado a outros veículos blindados ocidentais o torna uma compra atrativa, particularmente para nações em desenvolvimento. No auge da Guerra Fria, a natureza estritamente comercial das vendas da Engesa, desprovida de qualquer restrição política de fornecedores, também foi uma alternativa aceitável às armas tanto da OTAN quanto do Pacto de Varsóvia.

## Descrição
Todos os EE-9 Cascavéis têm uma disposição semelhante — o motorista fica sentado à frente do veículo à esquerda, as torres ficam normalmente acima do centro, com o motor e a transmissão na parte de trás. O Cascavel Mk II tem uma torre manual, mas todas as variantes posteriores têm giro elétrico. O Cascavel Mk III é equipado com um canhão Engesa CE-90, que é o Cockerill Mk.3 belga licenciado de 90mm, que atira munições Alto Explosivas (High Explosive, HE), Alto Explosiva Anti-Carro (High Explosive Anti-Tank, HEAT) ou Alto Explosiva com Cabeça Esmagável (High Explosive Squash Head, HESH). Uma metralhadora coaxial de 7,62mm também é montada à esquerda do canhão. O CE-90 tem uma elevação de +15° e uma depressão de -9°. Ele não é estabilizado e possui um rudimentar sistema de controle ótico de fogo, que foi atualizado com um telêmetro laser no Brasil. Os últimos Cascavéis produzidos foram equipados com pneus run-flat e uma central reguladora de pressão dos pneus, acessível pelo compartimento do motorista.
Um veículo quadrado, em forma de barco, o EE-9 Cascavel tem um glacis frontal íngreme que se inclina para cima e para trás em direção ao teto horizontal do casco, com recessos para os faróis e uma placa espessa sobre o assento do motorista. Os lados do casco são quase verticais, mas também inclinados para dentro em direção ao teto. Há uma torre baixa e bem arredondada na seção dianteira do casco com um cano longo e cônico e um freio de boca defletor triplo.

## Variantes

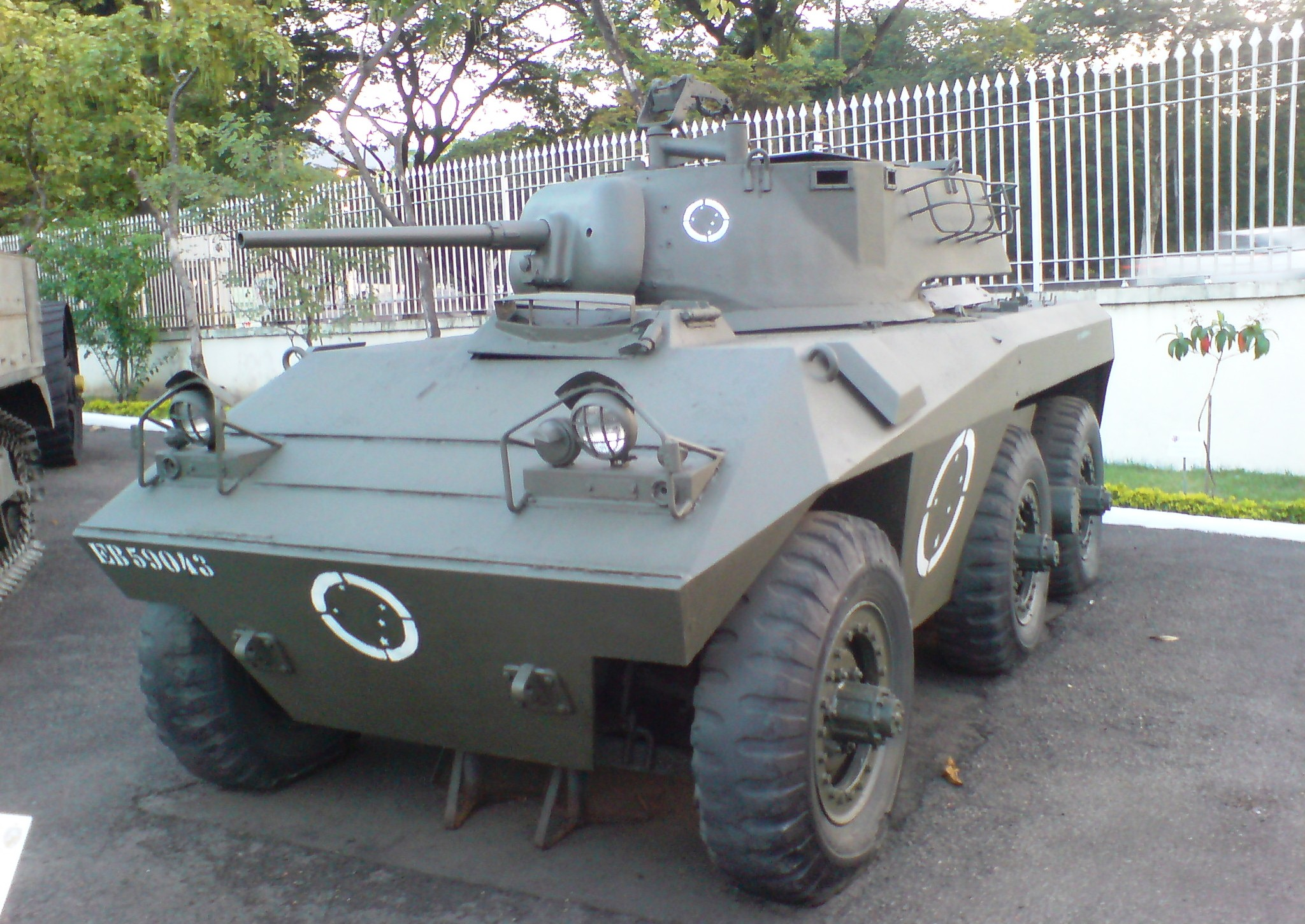
Cascavel Mk I em exposição no Museu Militar Conde de Linhares, no Rio de Janeiro.

- Cascavel Mk I: Popularmente conhecido como Cascavel Magro pelo pequeno anel da torre, esse foi o modelo de produção inicial da Engesa e entrou em serviço apenas com o Exército Brasileiro. Foi equipado com a torre do M8 Greyhound e transmissão manual.[4] Sua característica predominante foram seus dois conjuntos de pneus traseiros ligados por uma articulada suspensão Boomerang, o que contribuiu para a tração traseira.[1]
- Cascavel Mk II: Popularmente apelidado de Cascavel Gordo pelo grande anel de sua torre, este foi o primeiro modelo de exportação da Engesa e entrou em serviço com o Catar, a Bolívia, a Arábia Saudita e a Líbia. Era equipado com uma torre H-90 do Panhard AML-90 e transmissão automática.[4]
- Cascavel Mk III: É um EE-9 Cascavel Mk II melhorado, com motor a diesel e uma torre produzida pela Engesa com o novo canhão CE-90 de 90 mm. Um protótipo antiaéreo carregando dois canhões automáticos de 25mm também foi testado, mas não foi aprovado.[43] A maioria dos Cascavel Mk I foram atualizados para este modelo.[4]
- Cascavel Mk IV: Primeiro modelo de produção a ser equipado com o pneu run-flat o regulador da pressão do pneu. Também teve um sistema de controle de fogo mais integrado.[4]
- Cascavel Mk V: Versão do EE-9 Cascavel Mk IV equipado com um motor a diesel Mercedes-Benz OM52A de 190 cv (142 kW). Essa foi a última variante oferecida pela Engesa para comércio.[4]
- EE-9U Cascavel MX-8: Versão modernizada pela Equitron para o Exército Brasileiro e os demais usuários do Cascavel. É equipado com um motor MTU/Mercedes eletrônico  de 300 cv (220 kW) com sobrealimentação mediante turbocompressor e intercooler. A suspensão boomerang recebeu melhorias no rendimento, o sistema de freio de disco é completamente novo e o desenho dos gases de escape do motor também, expulsando o ar para cima e não para trás, assim reduzindo a assinatura térmica do carro. Também proporciona um muito elogiado sistema de ar condicionado para a tripulação. Integra visão noturna para o motorista e os sistemas de tiro. A torre recebeu o sistema eletro-hidráulico de rotação e elevação do tubo (back-up por sistema manual) similar ao que é utilizado no tanque Leopard da alemã KMW, além de também receber os sistemas de telêmetro laser, térmico e infravermelho da holandesa Orlaco, selecionados pelo comandante e/ou atirador através de um joystick e teclas associadas, e aumento da capacidade de munição na torre. Na parte externa, foram instalados dois lançadores de mísseis anti-tanque (ATGM), que podem ser dimensionados para receber tanto sistemas como o MSS-1.2 (integrando o telêmetro laser do veículo) quanto mais sofisticados como o Attaka russo e o Spike israelense (com sistema autônomo de aquisição e guiagem de alvos).[44]

## Operadores

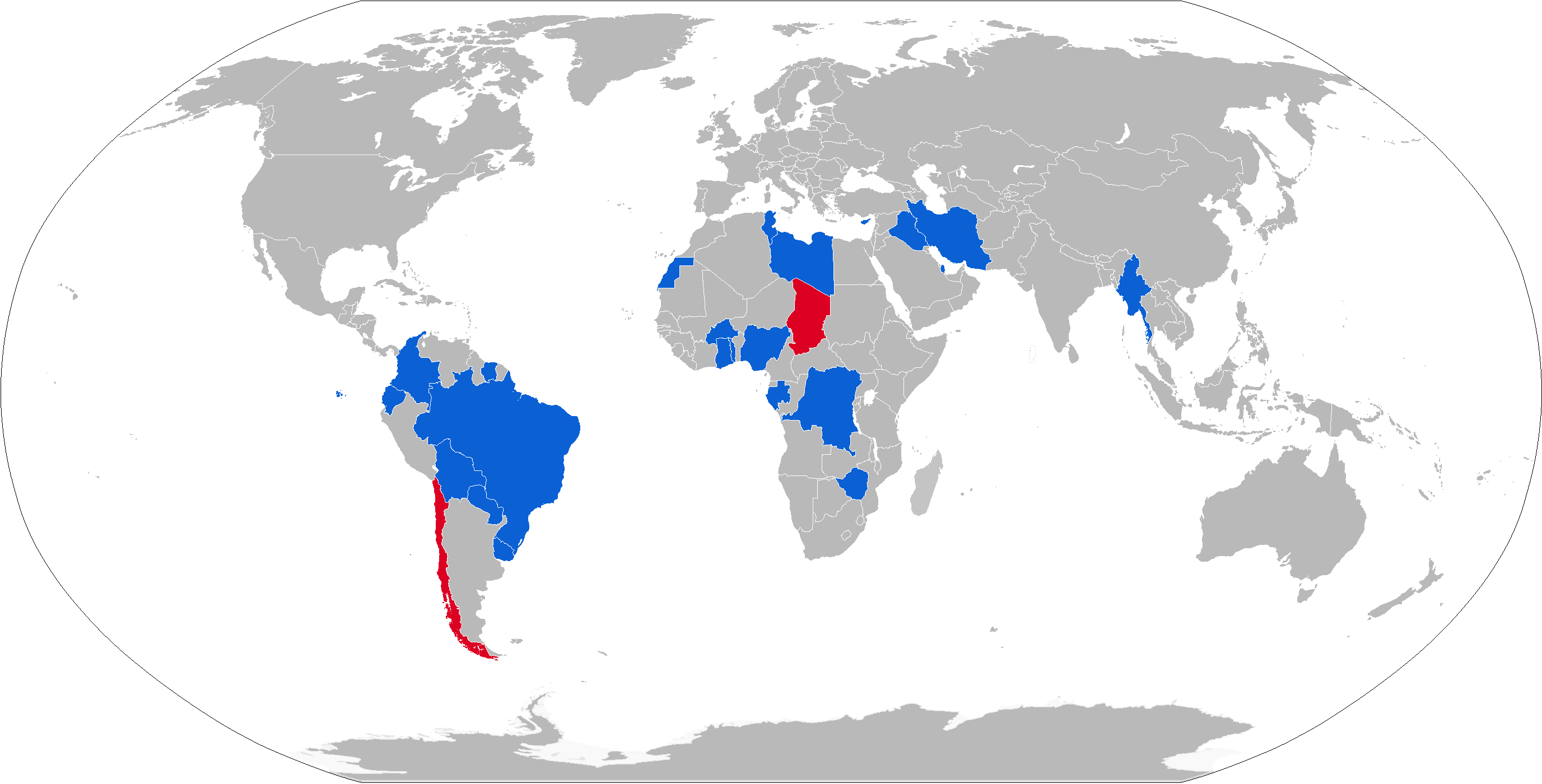
Mapa com operadores do Cascavel em azul e ex-operadores em vermelho

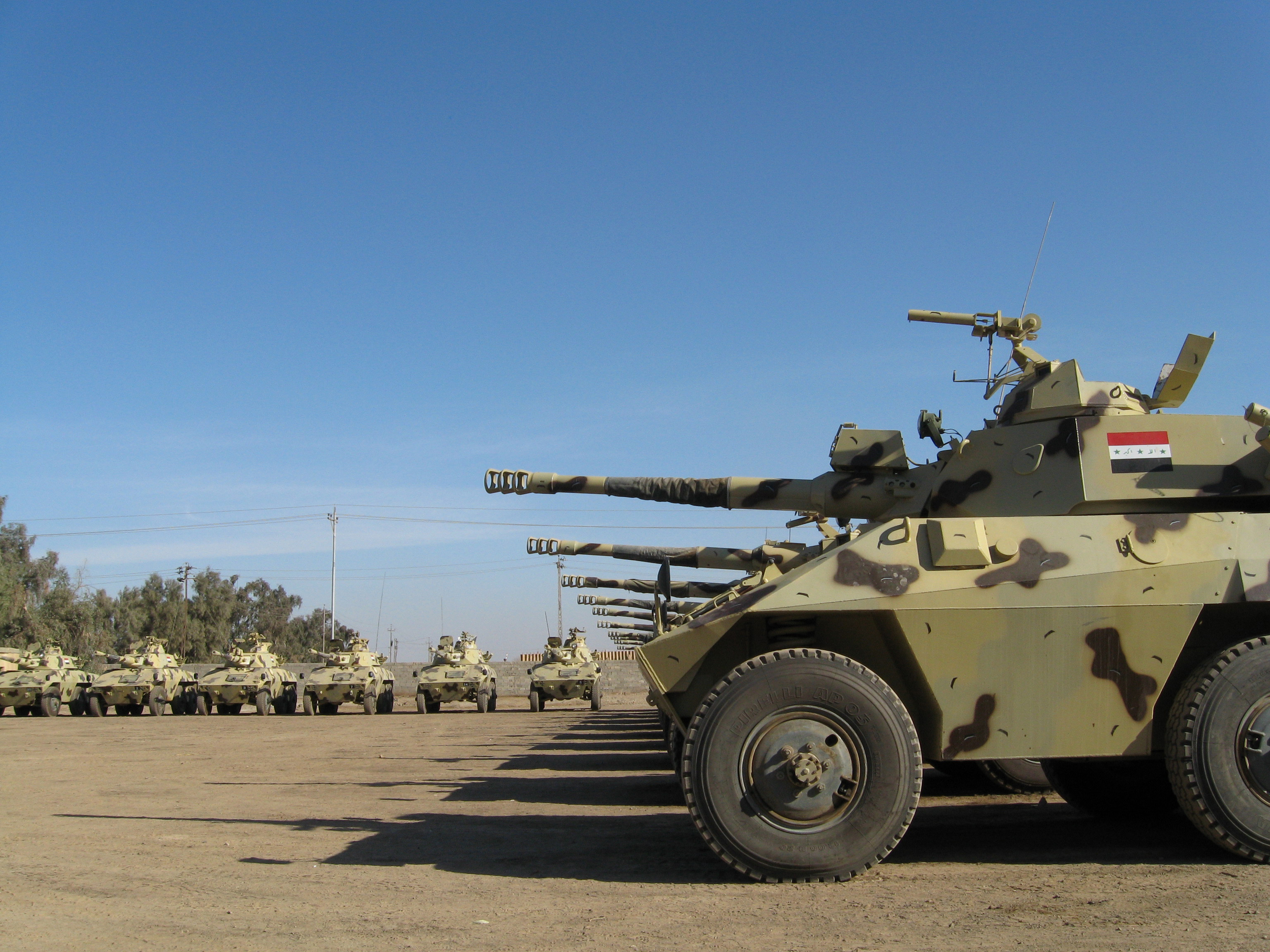
EE-9 Cascavéis da 9ª Divisão do Iraque, em 2008

### Atuais operadores
- Bolívia: 24[24]
- Brasil: 600 (409 operacionais)[3]
- Burquina Fasso[45]
- Burma: 150[46]
- Colômbia: 120[24]
- Chipre: 126[24]
- República Democrática do Congo: 19[47]
- Equador: 28[24]
- Gabão: 14[24]
- Gana[45]
- Irão: 150;[25] 35 operacionais.[48]
- Iraque: 364;[49] 35 operacionais.[33]
- Líbia: 500;[24] 70 operacionais.[22]
- Nigéria: 75[24]
- Paraguai: 28[24]
- Catar: 20[24]
- Saara Ocidental[20]
- Suriname: 7[24]
- Tunísia: 24[24]
- Togo[21]
- Uruguai: 15[24]
- Zimbabwe: 90;[24] >10 operacionais e 77 na reserva.[39]

### Ex-operadores
- Chile: 83[24]
- Chade: 5[24]

### Série da Engesa
- EE-3 Jararaca
- EE-11 Urutu
- EE-T1 Osório

### Veículos com função, desempenho e/ou era comparáveis
- Alvis Saladino
- EBRC Jaguar
- Eland Mk7
- ERC 90 Sagaie
- Panhard AML
- VBC-90